# 사토 레이코

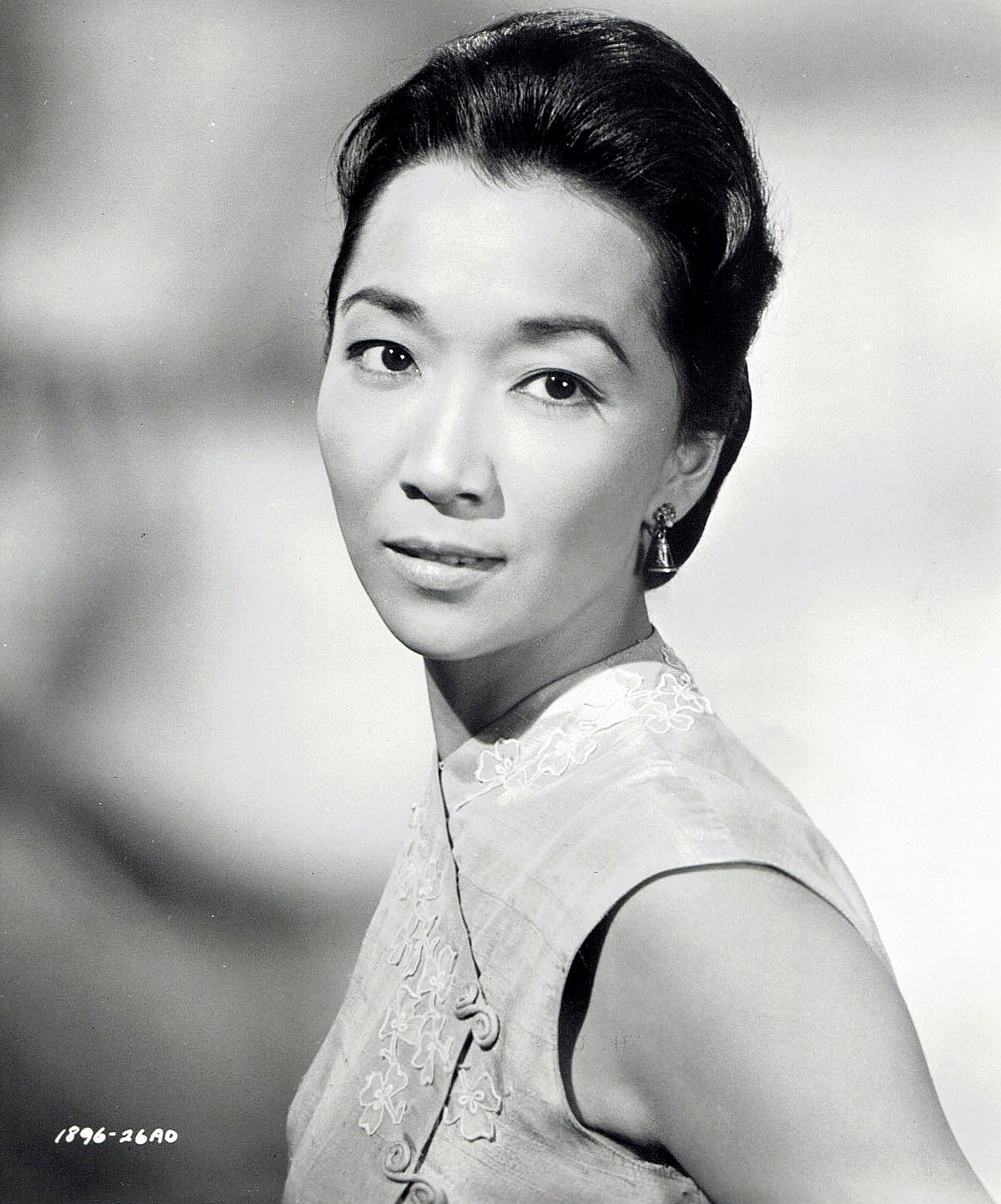

사토 레이코(Reiko Sato, 1931년 12월 19일 ~ 1981년 5월 28일)는 미국의 배우, 연극 배우, 영화배우이다.
로스앤젤레스에서 태어났으며 로스앤젤레스에서 사망하였다.

## 영화
- 어글리 아메리칸 (1963년)
- 플라워 드럼 송 (1961년)
- 전장이여 영원히 (1960년)
- 대나무집 (1955년)
- 키스밋(영어판) (1955년)